# Зоряний (пам'ятка природи)
Зо́ряний — гідрологічна пам'ятка природи місцевого значення в Україні. Розташована на території Вознесенського району Миколаївської області, у межах Прибужанівської сільської громади.
Площа — 25 га. Статус надано згідно з рішенням Миколаївської обласної ради № 16 від 12.03.1993 року задля збереження та охорони виходів ґрунтових вод.
Пам'ятка природи розташована в селищі Миролюбівське.
Територія заповідного об'єкта слугує для збереження та охорони виходів ґрунтових вод.